# Меди-Кура
Меди-Кура (фр. Medi-Koura) — деревня в Чаде, расположенная на территории региона Лак.

## Географическое положение
Деревня находится в западной части Чада, к северу от озера Чад, на высоте 275 метров над уровнем моря.
Населённый пункт расположен на расстоянии приблизительно 153 километров к северо-западу от столицы страны Нджамены.

## Климат
Климат деревни характеризуется как аридный жаркий (BWh в классификации климатов Кёппена). Среднегодовая температура воздуха составляет 27,6 °C. Средняя температура самого холодного месяца (января) составляет 21,5 °С, самого жаркого месяца (мая) — 31,8 °С. Расчётная многолетняя норма осадков — 265 мм. В течение года количество осадков распределено неравномерно, основная их масса выпадает в период с мая по октябрь. Наибольшее количество осадков выпадает в августе (129 мм).

## Транспорт
Ближайший аэропорт расположен в городе Бол.